# Burg Rorowe
Die Burg Rorowe (wie Burg Rohraue gesprochen) ist eine abgegangene Burg, die sich auf dem heutigen Kirchplatz in Rohrau befand, einem Ortsteil der Gemeinde Gärtringen im Landkreis Böblingen in Baden-Württemberg. Nach der Burg Rorowe befand sich auf diesem Platz ab 1481 eine Kapelle, und ab 1700 bis 1974 die Rohrauer Kirche.

## Geschichte
Die einstigen Besitzer der Burg Horn, einer Spornburg auf dem Schlossberg oberhalb von Rohrau, verlegten ihren Wohnsitz ins Tal, und bauten dort mit Steinen der Burg Horn das als Burg Rorowe bekannte Wasserschloss am heutigen Kirchplatz in der Dorfmitte. Untermauert wird dies, da bei Grabungen auf dem Schlossberg keine Steine der ehemaligen Burg Horn gefunden werden konnten.
Gegen Ende des 13. Jahrhunderts kam die Burg und der Ort, der aus dieser Zeit als „Rorowe“ überliefert ist, in den Besitz der Grafen von Hohenberg. Vorbesitzer waren die Pfalzgrafen von Tübingen gewesen, die Ort und Burg bereits im Jahre 1338 wieder zurückkauften. Bis 1332 war die Burg zeitweise im Besitz des Johanniterordens und scheint vor 1296 Sitz einer Kommende gewesen zu sein.
Noch vor Ende des 14. Jahrhunderts veräußerten die Pfalzgrafen von Tübingen die Burg an das Haus Württemberg. Am 10. Februar 1382 verkaufte Pfalzgraf Konrad der Scherer, der Sohn des gleichnamigen Rückkäufers, die Burg und den zugehörigen Ort zusammen mit Herrenberg.